# Мартышки-гусары
Мартышки-гусары, или гусары (лат. Erythrocebus) — род приматов из семейства мартышковых. Представители рода встречаются в Африке. Последние филогенетические исследования указывают на то, что эти приматы являются ближайшими родственниками верветок (Chlorocebus aethiops), при этом предлагается пересмотр существующей классификации. Ранее род считался монотипичным, однако позже популяция мартышек-гусаров из северо-восточной части ареала была выделена в отдельный вид, E. poliophaeus..

## Виды
- Мартышка-гусар (Erythrocebus patas)
- Erythrocebus  poliophaeus